# عزلة عبس (حجة)

تعديل مصدري - تعديل

عزلة عبس هي إحدى عزل مديرية مدينة حجة في محافظة حجة اليمنية ويبلغ تعداد سكانها 9538 نسمة حسب التعداد السكاني في اليمن لعام 2004.